# Réutilisation des déchets agroalimentaires

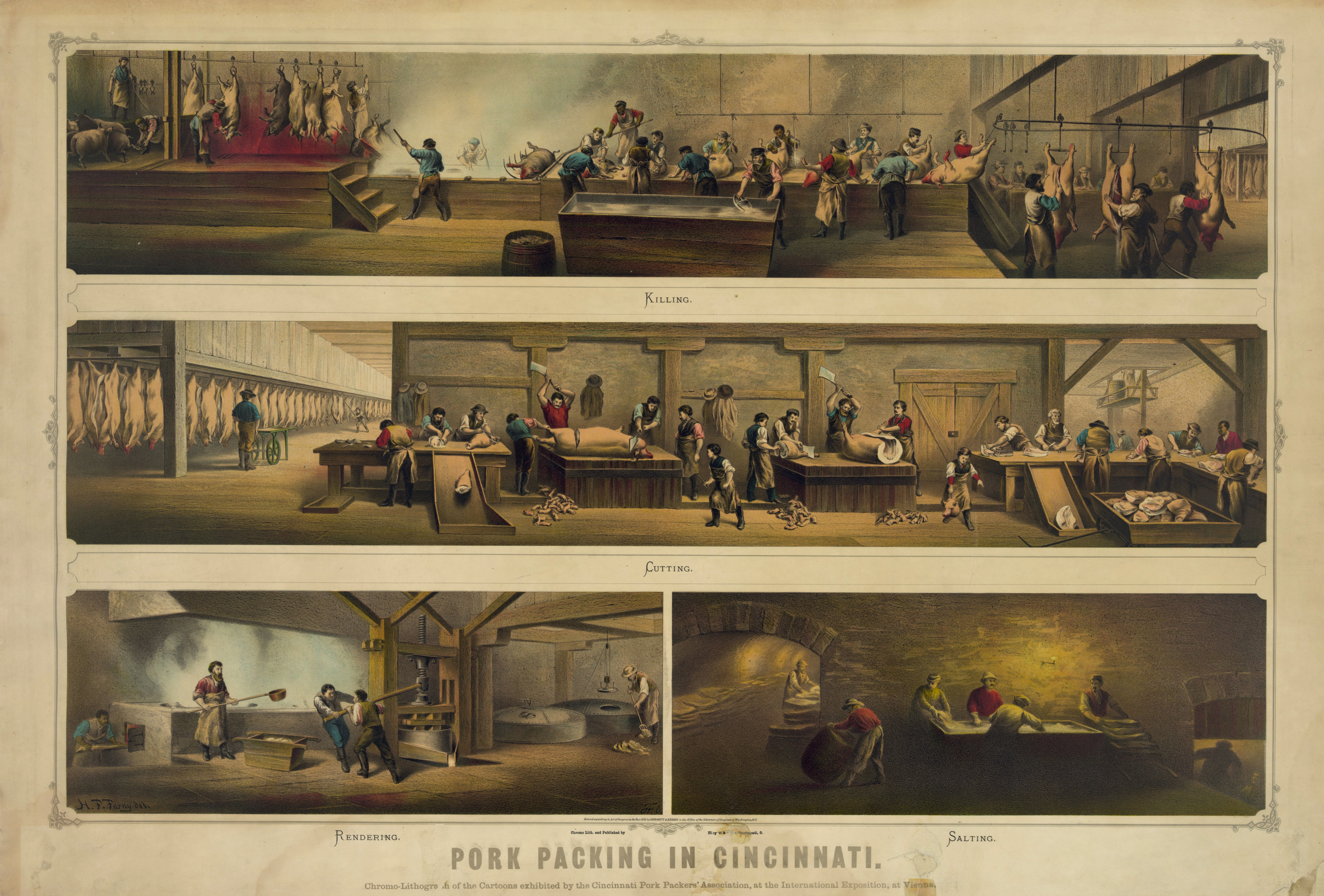
L'industrie du Porc à Cincinnati en 1873. Figures montrant quatre étapes de la transformation du porc (L'abattage, le découpage, la cuisson et la salaison). Réalisée par l'association des industriels du porc de la ville pour l'exposition internationale de Vienne.

La réutilisation des déchets de l'industrie agroalimentaire (en anglais, rendering) désigne les procédés industriels de transformation des restes de l'agriculture intensive et des divers procédés agro-alimentaires utilisés par la dite industrie. La plupart de la « matière première » vient des abattoirs mais aussi des boucheries. Le recyclage de ces déchets, possédant donc un faible coût, permet de réduire sensiblement les coûts de production de l'industrie agro-alimentaire. On utilise les tissus animaux, les os, les carcasses animales, que ce soit celles venant des boucheries ou celles d'animaux morts à la ferme ou en transit. Les bovins, le porc, les ovins ou la volaille sont les sources animales les plus fréquentes. La farine animale est un produit courant de ce recyclage.
La réutilisation (ou « procès de rendering ») assèche simultanément la matière et sépare la graisse des os et des protéines.